# Nîmes Olympique
Nîmes Olympique (thường được gọi đơn giản là Nîmes, viết tắt là NO) là một câu lạc bộ bóng đá Pháp có trụ sở tại Nîmes. Câu lạc bộ được thành lập vào ngày 10 tháng 4 năm 1937 và hiện đang chơi ở Ligue 2, cấp độ thứ hai của bóng đá Pháp. Thành tích quan trọng nhất của câu lạc bộ là chiến thắng Ligue 2 năm 1950 và Championnat National năm 1997 và 2012. Nîmes tham gia các trận đấu tại nhà của mình tại Sân vận động Costières nằm trong thành phố.

## Lịch sử
Câu lạc bộ thể thao Nîmois (SCN) được thành lập vào năm 1901 bởi Henri Monnier, ở tuổi 21, vừa trở về sau chuyến đi hai năm tới Anh. Anh quyết định thành lập một đội mới ở Nîmes, quê nhà của anh. Ban đầu, đội chỉ dành cho những người theo đạo Tin lành trẻ tuổi.
Năm 1908, SCN đã chơi trận đấu với FC Sète cho danh hiệu 'Nhà vô địch của Languedoc '. Nîmes đã giành chiến thắng, đủ điều kiện tham gia giai đoạn cuối cùng của chức vô địch Pháp, mà họ đã thua trước Marseille ở vòng đầu tiên.
Câu lạc bộ bị đình chỉ hoạt động do Thế chiến thứ nhất. Sau khi chiến tranh kết thúc, đội đã hoạt động trở lại vào ngày 15 tháng 4 năm 1919. Năm 1922, SCN hợp nhất với một câu lạc bộ khác từ Nîmes, FA Nîmois, trở thành một câu lạc bộ duy nhất.
Đội bóng mới, vẫn dưới tên của Câu lạc bộ thể thao Nîmois, là á quân trong giải vô địch Đông Nam năm 1925. Năm 1927, les Nîmois đã giành được một vị trí trong giải đấu cao nhất, sau đó được gọi là Division d'Honneur.
Vào tháng 10 năm 1931, tổng thống của Cộng hòa Pháp, Gaston Doumergue, đã khánh thành sân vận động Jean Bouin.
Do vấn đề tài chính, SCN đã từ bỏ hoạt động của họ vào năm 1937. Sau những nỗ lực từ các doanh nhân địa phương, câu lạc bộ đã chuyển đến quận Lozère-Gard ở Nîmes và được cải tổ thành Nîmes Olympique.
Đội chuyển đến Stade des Costières vào ngày 15 tháng 2 năm 1989. Trận đấu đầu tiên tại sân vận động là vào ngày 4 tháng 3 năm 1989, đấu với Montceau trong trận đấu tại Ligue 2, với 3.647 khán giả tham dự. Kỷ lục tham dự cho đến nay là 25.051, được ghi vào mùa giải 1991-92, trong trận đấu ở Ligue 1 với Marseille.
Vào tháng 12 năm 1991, trong một trận đấu của Nîmes, Eric Cantona đã ném bóng vào trọng tài, đã tức giận vì một trong những quyết định của ông ấy. Anh được Liên đoàn bóng đá Pháp triệu tập tới một phiên điều trần kỷ luật và bị cấm thi đấu trong một tháng. Đổi lại, Cantona trả lời bằng cách đi đến từng thành viên của ủy ban điều trần và gọi họ là những kẻ ngốc. Lệnh cấm của anh được tăng lên hai tháng và sau đó Cantona tuyên bố từ giã bóng đá quốc tế vào ngày 16 tháng 12 năm 1991.
Vào mùa 1995-1996, Nîmes đã lọt vào trận chung kết Cup Pháp, cho phép họ thi đấu năm sau tại Cúp UEFA Cup. Vào tháng 9 năm 1996, tại Vòng 32, Nîmes đã đánh bại Budapest Honvéd (4-1 chung cuộc), trước khi thua AIK Stockholm ở vòng tiếp theo (2-3 chung cuộc).
Vào ngày 5 tháng 5 năm 2018, Nimes đã thăng hạng trở lại Ligue 1 lần đầu tiên kể từ mùa giải 199-21993 sau khi kết thúc vị tí thứ hai tại Ligue 2.

## Cầu thủ

### Đội hình hiện tại
Tính đến 14 tháng 7 năm 2022
Ghi chú: Quốc kỳ chỉ đội tuyển quốc gia được xác định rõ trong điều lệ tư cách FIFA. Các cầu thủ có thể giữ hơn một quốc tịch ngoài FIFA.
| Số | VT | Quốc gia  | Cầu thủ                             |
| -- | -- | --------- | ----------------------------------- |
| 1  | TM | Pháp      | Axel Maraval                        |
| 2  | HV | Pháp      | Kelyan Guessoum                     |
| 3  | HV | Pháp      | Scotty Sadzoute (mượn từ OH Leuven) |
| 4  | HV | Pháp      | Maël de Gevigney                    |
| 5  | HV | Nhật Bản  | Naomichi Ueda                       |
| 6  | HV | Pháp      | Benoît Poulain                      |
| 7  | TV | Thụy Điển | Niclas Eliasson                     |
| 8  | HV | Pháp      | Thibaut Vargas                      |
| 9  | TĐ | Iceland   | Elías Már Ómarsson                  |
| 10 | TV | Pháp      | Nicolas Benezet                     |
| 12 | TV | Pháp      | Lamine Fomba                        |

| Số | VT | Quốc gia    | Cầu thủ                       |
| -- | -- | ----------- | ----------------------------- |
| 14 | TV | Đan Mạch    | Jens Jakob Thomasen           |
| 16 | TM | Pháp        | Lucas Dias                    |
| 17 | HV | Pháp        | Ronny Labonne                 |
| 18 | TĐ | Pháp        | Malik Tchokounté              |
| 20 | TV | Pháp        | Léon Delpech                  |
| 21 | TV | Bờ Biển Ngà | Jean N'Guessan (mượn từ Nice) |
| 22 | TV | Maroc       | Yassine Benrahou              |
| 24 | TĐ | Mali        | Mahamadou Doucouré            |
| 30 | TM | Pháp        | Amjhad Nazih                  |
| 65 | TĐ | Sénégal     | Moussa Koné                   |
| 97 | HV | Martinique  | Patrick Burner                |

### Đội hình dự bị
Tính đến 4 tháng 11 năm 2019
Ghi chú: Quốc kỳ chỉ đội tuyển quốc gia được xác định rõ trong điều lệ tư cách FIFA. Các cầu thủ có thể giữ hơn một quốc tịch ngoài FIFA.
| Số | VT | Quốc gia | Cầu thủ            |
| -- | -- | -------- | ------------------ |
| —  | TM | Pháp     | Côme Charrier      |
| —  | HV | Pháp     | Alexandre Ferreira |
| —  | HV | Pháp     | Jérémy Iafrate     |
| —  | HV | Pháp     | Enzo Fontanelli    |
| —  | HV | Pháp     | Matéo Maillefaud   |
| —  | HV | Pháp     | Julien Megier      |
| —  | HV | Pháp     | Mickaël Gas        |
| —  | HV | Pháp     | Adilson Malanda    |
| —  | TV | Pháp     | Kléri Serber       |

| Số | VT | Quốc gia | Cầu thủ          |
| -- | -- | -------- | ---------------- |
| —  | TV | Pháp     | Simon Calancha   |
| —  | TV | Pháp     | Quentin Gregorio |
| —  | TV | Pháp     | Hugo Huriez      |
| —  | TV | Pháp     | Houssine Labiad  |
| —  | TĐ | Pháp     | Luca Valls       |
| —  | TĐ | Pháp     | Axel Urie        |
| —  | TĐ | Pháp     | Timothy Cardona  |
| —  | TĐ | Việt Nam | Nguyen Chí Linh  |

### Một số cầu thủ đáng chú ý
- Jean-Pierre Adams
- William Ayache
- Ivan Bek
- Pierre Bernard
- Laurent Blanc
- Bernard Boissier
- Éric Cantona
- André Chardar
- Johann Charpenet
- Paul Chillan
- Patrick Cubaynes
- Johnny Ecker
- Jean-Marc Ferratge
- Kader Firoud
- René Girard
- Edmond Haan
- Mahi Khennane
- Maurice Lafont
- Michel Mézy
- Jacky Novi
- Christian Perez
- Frédéric Piquionne
- Benoît Poulain
- Bernard Rahis
- Henri Skiba
- Joseph Ujlaki
- Philippe Vercruysse
- Jacky Vergnes
- Alexandre Villaplane
- Anthony Vosahlo

 Algérie
- Omar Belbey
- Ali Boulebda
- Rabah Gamouh
- Mahi Khennane
- Faouzi Mansouri
- Djamel Menad
- Mehdi Mostefa
- Abder Ramdane
- Amokrane Oualiken
- Abderraouf Zarabi

 Argentina
- José Luis Cuciuffo
- Jorge Domínguez (footballer)
- José Daniel Ponce

 Áo
- Heinz Schilcher

 Bỉ
- Roger Van Gool

 Bénin
- Mouritala Ogunbiyi
- Steve Mounié

 Bosna và Hercegovina
- Mehmed Baždarević

 Burkina Faso
- Issouf Ouattara

 Cameroon
- Benjamin Moukandjo

 Trung Phi
- Eloge Enza-Yamissi
- Manassé Enza-Yamissi

 Comoros
- Mohamed M'Changama

 Bờ Biển Ngà
- Guy Demel

 Croatia
- Darko Vukić

 Tiệp Khắc
- Adolf Scherer
- Dušan Tittel

 CHDC Congo
- Alain Masudi

 Đan Mạch
- Kristen Nygaard

 Ghana
- Arthur Moses

 Hungary
- Vilmos Kohut

 Liberia
- Edward Weah Dixon

 Bắc Macedonia
- Milko Gjurovski

 Mali
- Dramane Coulibaly
- Alphousseyni Keita
- Moussa Sidibé

 Mauritanie
- Moïse Kandé

 Maroc
- Hassan Akesbi
- Adil Hermach
- Hassan Kachloul
- Mustapha Merry

 Hà Lan
- Ton Lokhoff
- Jan Poortvliet

 Nigeria
- Wilson Oruma

 Palestine
- Imad Zatara

 Paraguay
- Sebastián Fleitas
- José Parodi

 Ba Lan
- Jan Domarski

 Cộng hòa Congo
- Ladislas Douniama
- François Makita

 Cộng hòa Ireland
- Jacko McDonagh

 Anh
- Daniel Richardson

 România
- Ion Pârcălab
- Florea Voinea

 Scotland
- Alec Cheyne
- Andrew Wilson

 Sénégal
- Aliou Cissé
- Lamine Sakho
- Mamadou Seck

 Serbia
- Nenad Kovačević

 Slovakia
- Dušan Tittel

 Togo
- Komlan Amewou
- Jonathan Ayité
- Robert Malm

 Nam Tư
- Mehmed Baždarević
- Ivan Bek
- Milko Gjurovski
- Josip Pirmajer
- Fadil Vokrri

## Danh hiệu
- Ligue 1
  - Á quân: 1958, 1959, 1960, 1972
- Ligue 2
  - Vô địch: 1950
  - Á quân: 2018
- Vô địch quốc gia 
  - Vô địch: 1997, 2012
- Coupe de Pháp
  - Á quân: 1958, 1961, 1996
- Vô địch
  - Á quân: 1971
- Coppa delle Alpi 
  - Á quân: 1971
- Coupe Drago
  - Á quân: 1956
- Coupe Gambardella 
  - Vô địch: 1961, 1966, 1969, 1977

## Bên lề
Nhóm Ultras lớn nhất là Gladiators Nîmes thành lập năm 1991. Cái tên này đề cập đến lịch sử phong phú của Nîmes, có từ thời Đế chế La Mã.
Trước khi bắt đầu mỗi trận đấu tại sân nhà, một đoạn trích của vở opera " Carmen " của George Bizet được vang lên.
Có một cuộc cạnh tranh lâu dài với thành phố kế bên Montpellier, kéo dài ảnh hưởng cả hai đội bóng đá địa phương.